# Настольный теннис на летних Азиатских играх 2018
Соревнования по настольному теннису на летних Азиатских играх 2018, состоявшихся в Индонезии, года проходили с 26 августа по 1 сентября.

## Общий медальный зачёт
| Место | Страна               | Золото | Серебро | Бронза | Всего |
| ----- | -------------------- | ------ | ------- | ------ | ----- |
| 1     | Китай                | 5      | 3       | 0      | 8     |
| 2     | Республика Корея     | 0      | 1       | 3      | 4     |
| 3     | КНДР                 | 0      | 1       | 0      | 1     |
| 4     | Гонконг              | 0      | 0       | 2      | 2     |
| 4     | Индия                | 0      | 0       | 2      | 2     |
| 6     | Китайская Республика | 0      | 0       | 1      | 1     |
| 6     | Иран                 | 0      | 0       | 1      | 1     |
| 6     | Сингапур             | 0      | 0       | 1      | 1     |
| Всего | Всего                | 5      | 5       | 10     | 20    |

## Медалисты
| Дисциплина               | Золото                                                           | Серебро                                                               | Бронза                                                                                  |
| ------------------------ | ---------------------------------------------------------------- | --------------------------------------------------------------------- | --------------------------------------------------------------------------------------- |
| Мужчины Одиночный разряд | Фань Чжэньдун Китай                                              | Линь Гаоюань Китай                                                    | Ношад Аламян Иран                                                                       |
| Мужчины Одиночный разряд | Фань Чжэньдун Китай                                              | Линь Гаоюань Китай                                                    | Ли Сан Су Республика Корея                                                              |
| Мужчины Командный разряд | Китай Фань Чжэньдун Лян Цзинкунь Линь Гаоюань Ван Чуцинь Сюэ Фэй | Республика Корея Чан Уджин Чон Ёнсик Ким Донхён Ли Сан Су Лим Джонхун | Индия Антони Амалрадж Хамит Десай Сатхиян Гнанасекаран Шаратх Камал Манав Викаш Тхаккар |
| Мужчины Командный разряд | Китай Фань Чжэньдун Лян Цзинкунь Линь Гаоюань Ван Чуцинь Сюэ Фэй | Республика Корея Чан Уджин Чон Ёнсик Ким Донхён Ли Сан Су Лим Джонхун | Китайский Тайбэй Чэнь Цзяньань Чжуан Чжиюань Ли Цзяшэн Ляо Чэнтин Линь Юньжу            |
| Женщины Одиночный разряд | Ван Маньюй Китай                                                 | Чэнь Мэн Китай                                                        | Чон Джихи Республика Корея                                                              |
| Женщины Одиночный разряд | Ван Маньюй Китай                                                 | Чэнь Мэн Китай                                                        | Юй Мэнъюй Сингапур                                                                      |
| Женщины Командный разряд | Китай Чэнь Мэн Чэнь Синтун Сунь Инша Ван Маньюй Чжу Юйлин        | КНДР Ча Хёсим Чой Хёнхва Ким Намхэ Ким Сон И Пхён Сонгён              | Гонконг Ду Хойкем Ли Хаоцин Ли Цзинвань Ын Вингнам Минни Су                             |
| Женщины Командный разряд | Китай Чэнь Мэн Чэнь Синтун Сунь Инша Ван Маньюй Чжу Юйлин        | КНДР Ча Хёсим Чой Хёнхва Ким Намхэ Ким Сон И Пхён Сонгён              | Республика Корея Чой Хёджу Чон Джихи Ким Джихо Сэ Хёвон Ян Хаын                         |
| Смешанный разряд         | Китай Ван Чуцинь Сунь Инша                                       | Китай Линь Гаоюань Ван Маньюй                                         | Гонконг Хэ Цзюньцзе Ли Хаоцин                                                           |
| Смешанный разряд         | Китай Ван Чуцинь Сунь Инша                                       | Китай Линь Гаоюань Ван Маньюй                                         | Индия Шаратх Камал Маника Батра                                                         |